# Aethiopiacris
Aethiopiacris is een geslacht van rechtvleugeligen uit de familie veldsprinkhanen (Acrididae). De wetenschappelijke naam van dit geslacht is voor het eerst geldig gepubliceerd in 1994 door La Greca.

## Soorten
Het geslacht Aethiopiacris  is monotypisch en omvat slechts de volgende soort:
- Aethiopiacris parva (La Greca, 1994)